# 7108 Nefedov
7108 Nefedov eller 1981 RM3 är en asteroid i huvudbältet som upptäcktes den 2 september 1981 av den rysk-sovjetiske astronomen Nikolaj Tjernych vid Krims astrofysiska observatorium på Krim. Den har fått sitt namn efter Oleg M. Nefedov.
Asteroiden har en diameter på ungefär 10 kilometer.